# 4445 Jimstratton
4445 Jimstratton este un asteroid din centura principală, descoperit pe 15 octombrie 1985 de Kenzō Suzuki și Takeshi Urata.